# Longueville-sur-Scie
Longueville-sur-Scie là một xã thuộc tỉnh Seine-Maritime trong vùng Normandie miền bắc nước Pháp.

## Huy hiệu
| Arms of Longueville-sur-Scie | The arms of Longueville-sur-Scie are blazoned: Gules, a triple-towered castle argent masoned sable with a portcullis Or, in sinister chief a falcon volant sable. Bản mẫu:TinctureViolation |

## Dân số
| 1962                                 | 1968 | 1975 | 1982 | 1990 | 1999 | 2006 |
| ------------------------------------ | ---- | ---- | ---- | ---- | ---- | ---- |
| 725                                  | 801  | 764  | 844  | 820  | 936  | 949  |
| Từ năm 1962: Dân số không tính trùng |      |      |      |      |      |      |